# Ponizowskoje (obwód smoleński)
Ponizowskoje (ros. Понизовское сельское поселение) – jednostka administracyjna (osiedle wiejskie) wchodząca w skład rejonu rudniańskiego w оbwodzie smoleńskim w Rosji.
Centrum administracyjnym osiedla wiejskiego jest wieś (ros. село, trb. sieło) Ponizowje.

## Geografia
Powierzchnia osiedla wiejskiego wynosi 744,44 km², a jego głównymi rzekami są Rutawiecz i Kaspla. Przez terytorium osiedla przechodzą linie kolejowe: Rudnia – Ponizowje – Diemidow i Ponizowje – Liozno.

## Historia
Osiedle powstało na mocy uchwały obwodu smoleńskiego z 28 grudnia 2004 r., a uchwałą z dnia 20 grudnia 2018 roku w jego skład weszły wszystkie miejscowości osiedla Klarinowskoje.

## Demografia
W 2020 roku osiedle wiejskie zamieszkiwało 2042 mieszkańców.

## Miejscowości
W skład jednostki administracyjnej wchodzi 91 miejscowości, w tym sieło (Ponizowje), osiedle (Lnozawoda) i 89 wsi (ros. деревня, trb. dieriewnia) (Abramowo, Aniśki, Babotki, Bałyki, Bielskoje, Bojarszczina, Bojarszczina, Bor, Bordadyny, Borki, Bratyszki, Brusy, Chochły, Chołmy, Darowaja, Diundino, Dubrowo, Faszczewo, Gari, Głomazdino, Gubniki, Guby, Iwniki, Kadomy, Kamienka, Klarinowo, Klimienki, Korbany, Korowki, Korżani, Koszewatka, Koszewiczi, Kozły, Kudino-Słoboda, Kuprijanowo, Lewyki, Leżujewo, Ładygi, Łapieki, Łużki, Niegowka, Nikolinki, Nikoncy, Niwki, Niżnije Chrapuny, Nowoje Myszkowo, Nowosiołki, Obrok, Osowo, Owsianaja Niwa, Paszki, Pieczki, Poczinok, Połowino, Ponażewo, Ponizowje, Popara, Potipy, Raspopy, Rodźkino, Safronowo, Sapcy, Sielco, Sieleczki, Siemiencewo, Siłujanowo, Sitniki, Skubiatino, Skugriewo, Słoboda, Somienki, Staroje Myszkowo, Stwolino, Strielicy, Suborowo, Suchaja Polenica, Surmilicy, Swaricha, Szapki, Szarki, Szatiłowo, Szmyri, Tielapni, Trubiłowo, Uzgorki, Wierchnije Chrapuny, Wołki, Wołoty, Zujewo).